# فابيان راداس
فابيان راداس (7 مارس 1980 في فرنسا - ) (بالفرنسية: Fabien Raddas)‏ هو لاعب كرة قدم فرنسي في مركز الهجوم. شارك مع منتخب جزر غوادلوب لكرة القدم. أما مع النوادي، فقد لعب مع ستاد لافال ونادي باريس ونادي بريست ونادي بوفيه ونادي بويسي ونادي روان ونادي كان ونادي مانتوا ونادي شامبلي.

## روابط خارجية
- فابيان راداس على موقع قاعدة بيانات كرة القدم.إي يو (الإنجليزية)
- فابيان راداس على موقع ناشيونال فوتبول تيمز (الإنجليزية)
- فابيان راداس على موقع Soccerway.com (الإنجليزية)
- فابيان راداس على موقع عالم كرة القدم.نت (الإنجليزية)
- فابيان راداس على موقع GSA (الإنجليزية)